# تابیکسان
تابیکسان (به لاتین: Taebaeksan) یک کوه در کره جنوبی است که در یونگ وول واقع شده‌است. تابیکسان ۱٬۵۶۶٫۷ متر بالاتر از سطح دریا واقع شده‌است.